# Pimpla exstirpator
Pimpla exstirpator är en stekelart som beskrevs av Forster 1888. Pimpla exstirpator ingår i släktet Pimpla och familjen brokparasitsteklar. Inga underarter finns listade i Catalogue of Life.